# Ravanjsko
Ravanjsko (cyr. Равањско) – wieś w Bośni i Hercegowinie, w Republice Serbskiej, w gminie Han Pijesak. W 2013 roku liczyła 31 mieszkańców.